# Tamayo (República Dominicana)
Tamayo é uma cidade e um município da República Dominicana pertencente à província de Bahoruco.
Sua população estimada em 2012 era de 5 309 habitantes.